# Eerste Kamerverkiezingen 2023/Kandidatenlijst/Volt
De kandidatenlijst voor de Eerste Kamerverkiezingen van 2023 van de lijst Volt (lijstnummer 16) is na controle door de Kiesraad als volgt vastgesteld:
1. Gaby Perin-Gopie
2. Eddy Hartog
3. Monique van der Poel
4. Arno Uijlenhoet
5. Emma Hameleers
6. Bjorn Beijnon
7. Marian Mourits
8. Mathieu Weggeman
9. Femke Konings
10. Paul Sanders

FVD · VVD · CDA · GroenLinks · D66 · PvdA · PVV · SP · ChristenUnie · Partij voor de Dieren · 50PLUS · SGP · OPNL · JA21 · BBB · Volt